# Bill d'attainder
En droit anglais et en Common law, un bill d'attainder (anglais bill of attainder, act of attainder, writ of attainder) est un acte législatif qui déclare une personne ou un groupe de personnes coupable d'un crime et le punit sans procès. La constitution des États-Unis, article 1er, section 9, prohibe les bills d'attainder.

## Canada
Au Canada, les bills d'attainder sont rarissimes et vraisemblablement désuets dans la pratique législative, mais il existe un précédent dans l'affaire Blanche Garneau (1922). Un éditeur de journal qui a répandu des fausses allégations est emprisonné pendant une période d'un an à la suite du dépôt d'un projet de loi par le gouvernement Taschereau. Le gouvernement invoque la notion de privilège parlementaire pour emprisonner l'éditeur.

## États-Unis
La Constitution des États-Unis contient une prohibition des bills d'attainder à la section 9 de son article premier.

## Royaume-Uni
Dans l'histoire du Royaume-Uni, les bills d'attainder ont souvent été l'occasion de condamner à mort des individus sans aucune forme de procès. Parmi les personnes dont la condamnation à mort a été prononcée au moyen d'un bill d'attainder, on peut citer Georges Plantagenêt (1er duc de Clarence) (1478); Thomas Cromwell (1540); Margaret Pole (1540); Catherine Howard (1542); Thomas Seymour (1549); Thomas Howard (4e duc de Norfolk) (1572); Thomas Wentworth (1641); l'archevêque de Cantorbéry William Laud et James Scott (1er duc de Monmouth).